# Mount Wingen
Mount Wingen eller Burning Mountain är en bergknalle i Australien. Toppen når 547 meter över havet eller 22 meter över den omgivande terrängen. Bredden vid basen är drygt 300 meter.
Genom berget går en kolflöts som tros ha pyrt i omkring 6 000 år, vilket gör det till den äldsta kända kolbranden.
Mount Wingen ligger i regionen Upper Hunter Shire i New South Wales. Närmaste större samhälle är Murrurundi, omkring 12 kilometer åt nordväst.